# Petalidium huillense
Petalidium huillense là một loài thực vật có hoa trong họ Ô rô. Loài này được C.B.Clarke miêu tả khoa học đầu tiên năm 1899.